# Seznam osobností Českých Budějovic

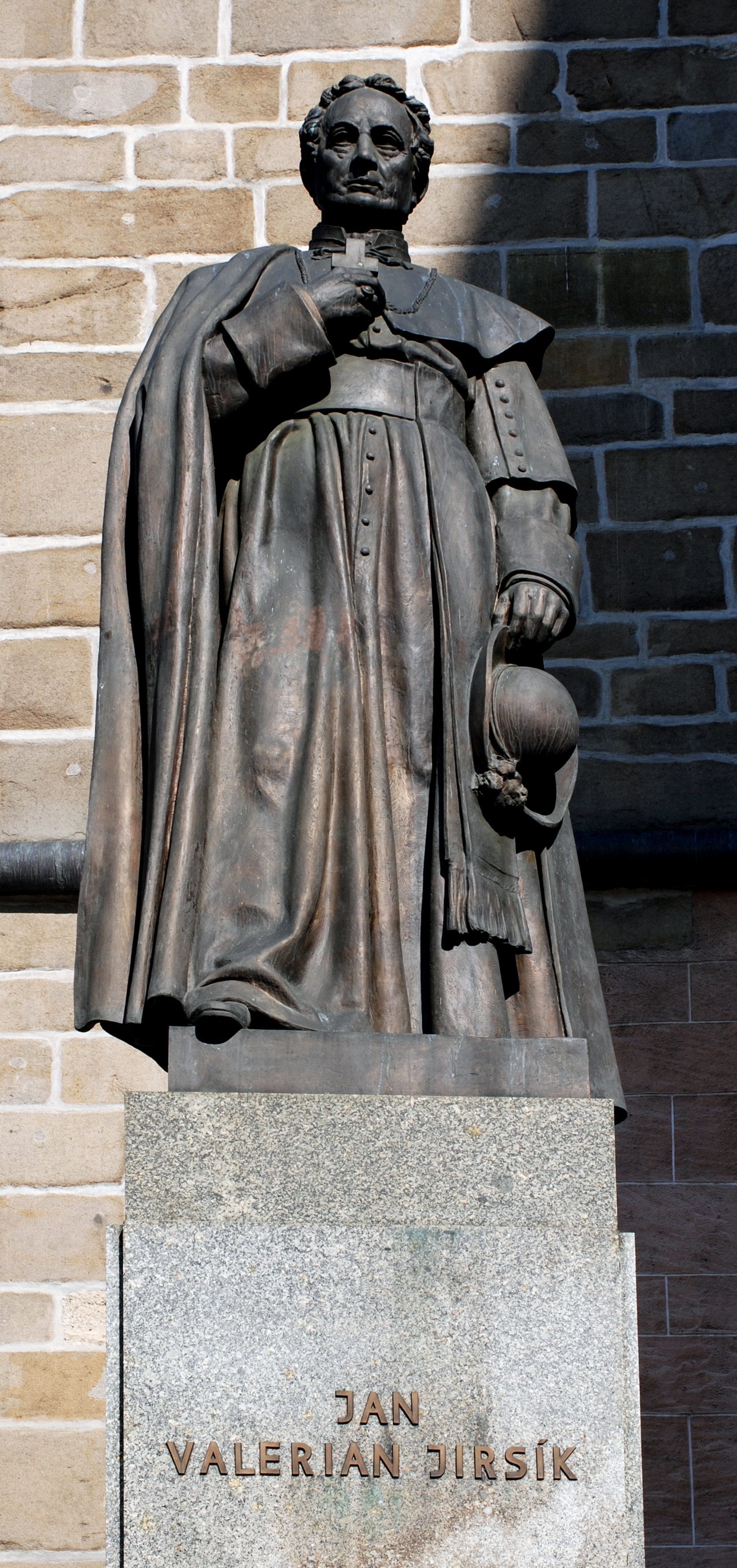
Jan Valerián Jirsík

Seznam osobností Českých Budějovic je seznam známých a významných postav, které se v Českých Budějovicích narodily, prožily zde významnou část svého života nebo jsou něčím enormně důležité pro město. V kapitolách tvořených odrážkovými seznamy jsou osobnosti řazeny abecedně podle příjmení.

## Dvořané a šlechtici
- Čéč z Budivojovic (13. století) – významný dvořan Přemysla Otakara II., vlastník vsi Budivojovice
- Hirzo z Klingenbergu († ~1275) – významný dvořan Přemysla Otakara II., lokátor města
- Václav z Rovného (1440, Český Krumlov – 1531, Č. Budějovice) – rožmberský kancléř, český humanista a mecenáš

## Duchovní a církevní osobnosti
Mezi nejdůležitější duchovní a náboženské postavy spjaté s Českými Budějovicemi patří především českobudějovičtí biskupové, sídlící ve městě od zřízení českobudějovické diecéze v roce 1785. Zvláštní pozornost si zaslouží:
- Jan Valerián Jirsík (1798, Kácov – 1883, Č. Budějovice) – 4. biskup českobudějovický v letech 1851–1883 a zakladatel českojazyčného školství ve městě
- František kardinál Schönborn (1844, Praha – 1899, Sokolov) – 5. biskup českobudějovický v letech 1883–1885. V Budějovicích strávil necelé dva roky, poté byl jmenován arcibiskupem pražským a posléze i kardinálem
- Josef Hlouch (26. března 1902, Lipník – 10. června 1972, Č. Budějovice) – 9. biskup českobudějovický v letech 1947–1972, od května 1950 byl internován ve své rezidenci, od března 1952 pak musel pobývat mimo České Budějovice, kam se mohl vrátit až 9. 6. 1968
- Miloslav kardinál Vlk (17. května 1932, Líšnice u Milevska – 18. března 2017, Praha) – 10. biskup českobudějovický v letech 1990–1991. Biskupem českobudějovickým byl pouze rok, nicméně s městem měl mnohem delší zkušenost: na přelomu 40. a 50. let vystudoval Jirsíkovo gymnázium a v letech 1968–1971 byl sekretářem českobudějovického biskupa Hloucha. V roce 1991 byl jmenován arcibiskupem pražským a v roce 1994 kardinálem.
- blahoslavený Jindřich Librarius († 1281) – první převor a spoluzakladatel dominikánského kláštera v Českých Budějovicích, podle některých zdrojů osobní zpovědník Přemysla Otakara II.
- Franz Xaver Maximilián Millauer (17. prosince 1784, Č. Budějovice – 14. června 1840, Praha) – cisterciák, český historik a teolog, rektor Univerzity Karlovy, direktor Královské české společnosti nauk, jednatel Národního muzea.

Jako kaplan působil v Českých Budějovicích vlastenec z doby národního obrození Antonín Krejčí (20. října 1812, Starý Smolivec – 29. října 1872, Horní Folmava).

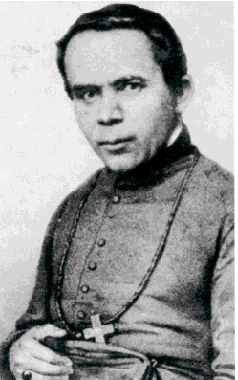
sv. Jan Nepomuk Neumann

S Českými Budějovicemi jsou dále spjata jména několika slavných kněží a řeholníků. V prvé řadě je to sv. Jan Nepomuk Neumann (28. března 1811, Prachatice – 5. ledna 1860, Filadelfie) – který v budějovickém Biskupském semináři studoval kněžství. Poté odjel jako misionář do USA, kde se stal redemptoristou a později 4. biskupem filadelfským. Papež Pavel VI. jej prohlásil za svatého. Dalším známým řeholníkem je Václav Klement Petr (1856, Sušice – 1901, Č. Budějovice) – zakladatel petrinů. Jím vybudovaný hlavní klášter řádu se nachází na Žižkově třídě. V Českých Budějovicích maturoval a v biskupském semináři studoval též kněz Karel Traxler (17. ledna 1866, Vlachovo Březí – 15. května 1936, Volyně, jeden z nejlepších českých šachistů na přelomu 19. a 20. století.
K petrinům náležel i vědec a spisovatel Josef Petr Ondok (1926, Mydlovary – 2003, Č. Budějovice) ze skupiny vědců a teologů spojených s Teologickou fakultou Jihočeské univerzity, založenou spolu s celou univerzitou v roce 1991. S tou jsou dále spojeni přední čeští teologové, Karel Skalický (* 20. května 1934, Hluboká nad Vltavou, děkan TF JU v letech 1996–1999), salesián Josef Dolista (* 20. března 1954, Praha) děkan TF JU v letech 1999–2002, od roku 2004 rektor VŠERS a člen třetího řádu dominikánů Tomáš Machula (* 12. srpna 1971, Kyjov), děkan TF JU v letech 2008–2016 a rektor Jihočeské univerzity v letech 2016–2020.
V Českých Budějovicích působil v letech 2003–2008 jako generální vikář českobudějovické diecéze Jan Baxant (* 8. října 1948, Karlovy Vary), současný biskup litoměřický. Spirituálem místního Biskupského gymnázia je kněz Josef Prokeš (* 12. září 1980, Č. Budějovice).
- Josef Brenner (7. února 1852, Č. Budějovice – 23. července 1924, Č. Budějovice) – generální vikář českobudějovické diecéze
- František Hobizal (10. března 1933, Č. Budějovice – 8. července 2001, Bavorov) – kněz a spisovatel
- Josef Kavale (16. prosince 1919, Č. Budějovice – 21. srpna 2011, Č. Budějovice) – probošt katedrální kapituly
- Josef Xaver Kobza (27. února 1921, Herbortice – 8. listopadu 2020, Veselí nad Lužnicí) – kněz a esperantista, studoval v Č. Budějovicích, kde působil i v kongregaci bratří Nejsvětější svátosti
- Gabriela Beata Lobkowiczová (8. ledna 1919, Křimice – 7. února 2010, Praha) – řeholní sestra Apoštolátu III. řádu sv. Františka, politická vězenkyně komunistického režimu v Československu
- Vojtěch Mokrý (14. dubna 1803, Netolice – 3. října 1882, Č. Budějovice) – probošt katedrální kapituly
- Karel Reban  (Q95455877) (19. října 1892, Č. Budějovice – 1. listopadu 1957, Č. Budějovice) – Msgre., rektor semináře v Č. Budějovicích, beletrista
- David Tonzar (* 22. května 1972, Č. Budějovice) – teolog, duchovní a biskup Církve československé husitské

## Pedagogové
- Maximilian Adler (21. září 1884, Č. Budějovice – 16. října 1944, Osvětim) – klasický filolog a vysokoškolský učitel, který se stal obětí holocaustu
- Václav Ambrož (23. září 1892, Č. Budějovice – 19. dubna 1979, Č. Budějovice) – odborný učitel, spisovatel a vlastivědný pracovník
- Friedrich Blumentritt (3. června 1879, Litoměřice – 17. června 1951, Ingolstadt) – středoškolský profesor, historický dokumentátor, ve městě působil v letech 1904 – 1945
- Václav Bok (14. ledna 1939, Praha) profesor na Jihočeské univerzitě, germanista, redaktor středověkých textů, filolog, historik
- Josef Braniš (23. března 1853, Brandýs nad Labem – 25. prosince 1911, Kladno) – pedagog, historik, archeolog, spisovatel, ve městě působil 1886–1908
- Josef Cepák (16. července 1950, Sezimovo Ústí – 18. srpna 2010, Mont Blanc) – pedagog, propagátor cyklistiky a sportu
- Karel Erban (17. ledna 1901, Studenec – 19. února 1982, Č. Budějovice) – filolog, pedagog a básník, otec Libora Erbana

- František Faktor (27. března 1861, Říčany - 23. října 1911, Č. Budějovice) – chemik, ředitel budějovické reálky, také autor cestopisů
- Lev Herz (2. leden 1893, Č. Budějovice – 25. červen 1976, Dobrá Voda u Českých Budějovic) – středoškolský profesor
- Jiřina Houdková (16. března 1918, Nesměň – 24. listopadu 2003 Písek) knihovnice, učitelka, ředitelka českobudějovických knihoven 1947 - 1974
- Jan Miloslav Kryštůfek (26. listopadu 1844, Humpolec – 3. března 1924, Praha) – pedagog a historik, učil v Českých Budějovicích
- Josef Lomský (10. června 1894, Štipoklasy – 29. srpna 1981, Praha) – středoškolský profesor, kulturní pracovník, novinář, historik a knihovník
- Jaroslav Maňák (8. března 1881, Stádlec – 16. července 1965, Č. Budějovice) – středoškolský profesor, meteorolog, průkopník letectví, otec Jiřího Maňáka
- Václav Novotný (20. září 1828, Stupčice – 12. července 1895, Č. Budějovice) – první ředitel českojazyčných škol v Budějovicích (1873–1895), též hudební skladatel
- Jan Petřík z Benešova (1499, Benešov – 1559, Č. Budějovice) – český pedagog, městský písař v Českých Budějovicích, překladatel, kronikář
- Emil Pitter (14. května 1887, Lišov – 18. října 1943, Č. Budějovice) – scénograf, malíř, typograf a středoškolský profesor
- Jiří Plachý (1606, Č. Budějovice – 1664, Kutná Hora) – jezuitský profesor z pražského Klementina
- Robert Sak (19. ledna 1933, Charkov – 14. srpna 2014, Č. Budějovice) – historik, vysokoškolský učitel, nakladatelský pracovník
- Kryštof Schweher zvaný Hecyrus (~1520, Český Krumlov – 15. prosince 1593, Praha) – rektor českobudějovické latinské školy, městský písař a autor náboženských písní
- Josef Stejskal (3. března 1897, Ledenice – 16. června 1942, Tábor) – profesor gymnázia, dramaturg a režisér Jihočeského divadla; byl popraven za heydrichiády
- Rudolf Strnad (3. duben 1891, Č. Budějovice – 5. září 1942, KT Osvětim) – středoškolský profesor
- Karel Šafář (22. ledna 1889, Č. Budějovice – 3. června 1970, Hrudkov) – středoškolský učitel, překladatel a kulturní pracovník
- Karel Šatal (14. dubna 1915, Praha – 8. října 1942, Mnichov) – učitel na Gymnáziu Jana Valeriána Jirsíka, odbojář popravený nacisty
- Jan Matyáš ze Sudetu (16. / 17. století) – profesor práv na pražské univerzitě
- Alois Terš (22. dubna 1910, Plzeň – 11. února 1987, Č. Budějovice) – český pedagog, výtvarník a vlastivědný pracovník
- Karel Vodička (8. listopadu 1880, Kardašova Řečice – 11. března 1957, Č. Budějovice) – československý legionář, středoškolský profesor, ředitel gymnázia, ředitel českobudějovické hvězdárny

## Sportovci

### Fotbalisté
- David Lafata (* 18. září 1981, Č. Budějovice)
- Karel Poborský (* 30. března 1972, Jindřichův Hradec)

### Hokejisté

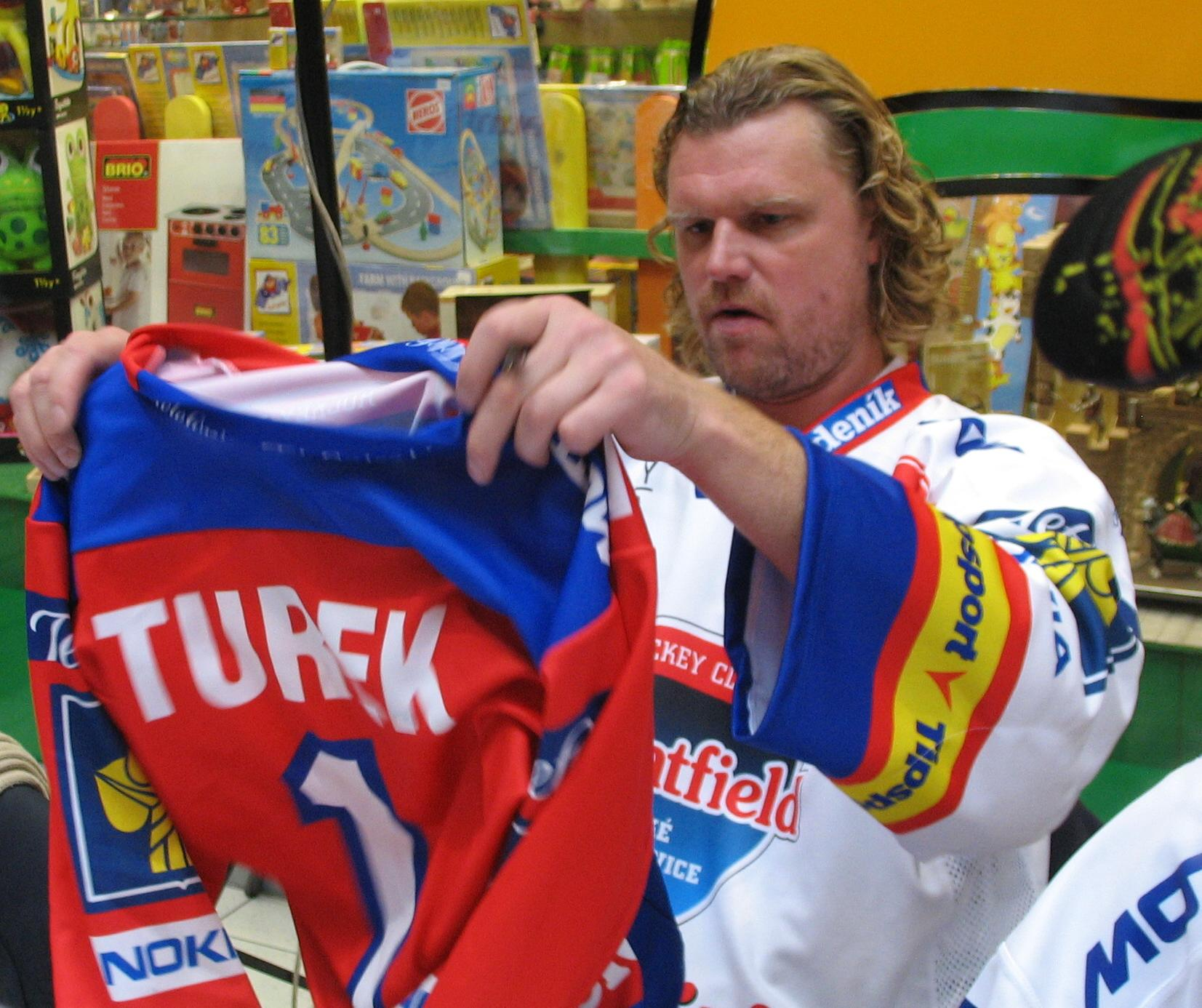
Roman Turek

- Radek Bělohlav (* 11. dubna 1970, Č. Budějovice) – hokejista, mistr světa
- Zlatko Červený (16. srpna 1920, Záhřeb – 27. října 1992, Č. Budějovice) – hokejový brankář a fotbalista
- Milan Gulaš (* 30. prosince 1985, Č. Budějovice) – hokejový útočník, držitel extraligového bronzu
- Vlastimil Hajšman (26. února 1928, Ledenice – 3. března 1978, Č. Budějovice) – československý hokejový útočník a trenér
- Vratislav Kulhánek (* 20. listopadu 1943, Č. Budějovice) – businessman a bývalý předseda Českého svazu ledního hokeje
- Jiří Macelis (7. ledna 1923, Č. Budějovice – 16. dubna 1998, Hodonín) – československý hokejový obránce
- Jaroslav Modrý (* 27. února 1971, Č. Budějovice) – bývalý český profesionální hokejista
- Stanislav Neckář (* 22. prosince 1975, Písek) – hokejista, mistr světa a vítěz Stanleyova poháru
- Jan Palouš (25. října 1888, Č. Budějovice – 25. září 1971, Praha) – hokejista, dvojnásobný mistr Evropy
- Čeněk Pícha (17. května 1921, Č. Budějovice – 15. dubna 1984, Č. Budějovice) – hokejista, mistr světa a Evropy
- Václav Prospal (* 17. února 1975, Č. Budějovice) – hokejista, dvojnásobný mistr světa
- Antonín Španinger (26. května 1926, Přísečná – 4. ledna 2010, Č. Budějovice) – československý hokejový obránce, fotbalista a trenér
- Roman Turek (* 21. května 1970, Strakonice) – hokejový brankář, mistr světa a vítěz Stanleyova poháru, držitel Jennings Trophy v letech 1999 a 2000

### Ostatní
- Josef Němec (25. září 1933, Č. Budějovice – 10. září 2013, Č. Budějovice) – boxer (těžká váha), mistr Evropy 1963, trojnásobný olympionik, bronzová medaile z Olympiády v Římě (1960)
- Vladimír Kocman (5. dubna 1956, Č. Budějovice) – judista (těžká váha), vicemistr Světa 1983, olympionik, bronzová medaile z Olympiády v Moskvě (1980)
- Michal Rada (* 25. května 2007, Č. Budějovice) – atlet, mistr Evropy a vicemistr světa
- Jakub Smrž (* 7. dubna 1983, Č. Budějovice) – profesionální motocyklový závodník
- Matěj Smrž (* 1. prosince 1984, Č. Budějovice) – profesionální motocyklový závodník

## Umělci

### Herci

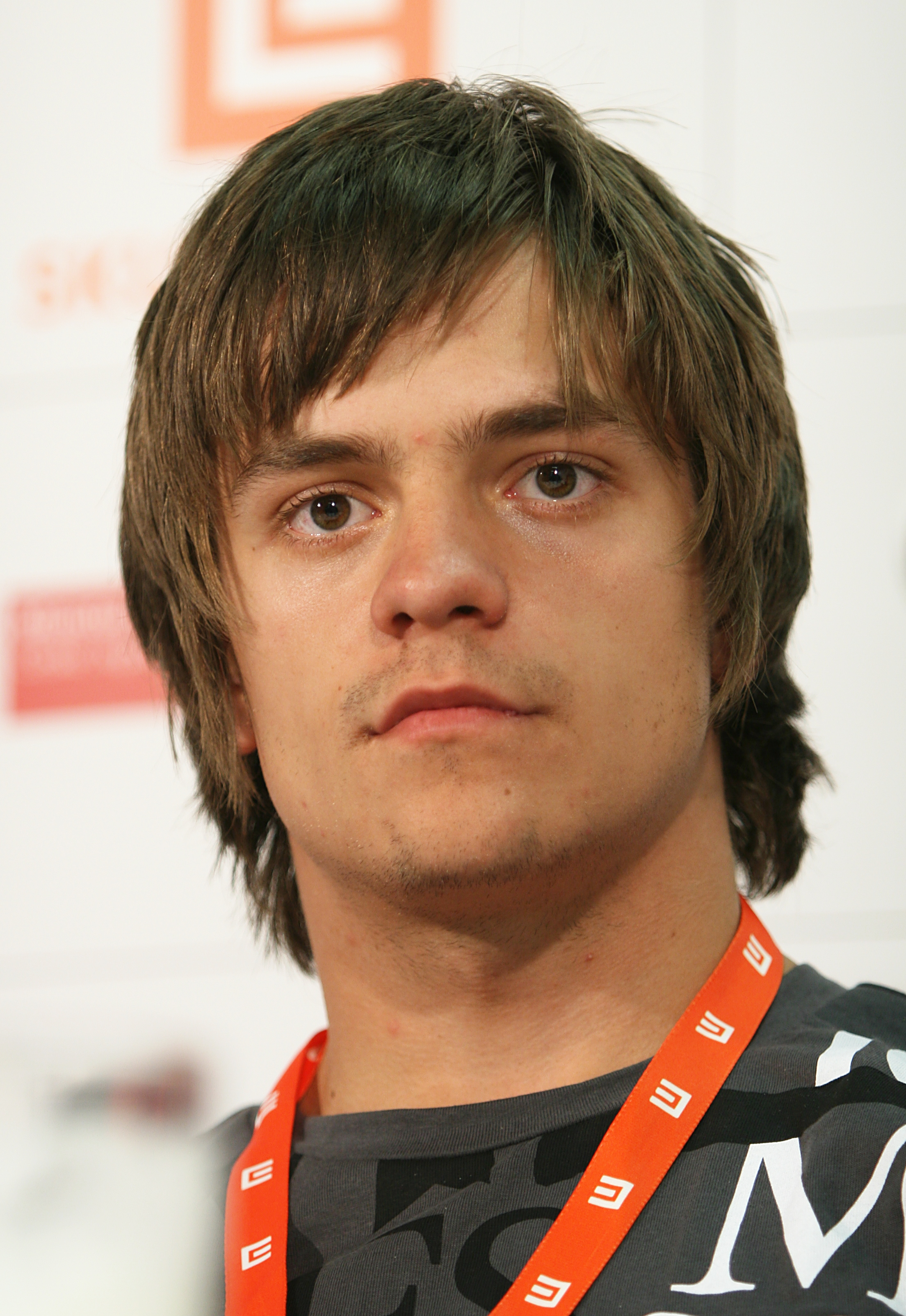
Jiří Mádl

- Jiří Císler (4. února 1928, Č. Budějovice – 17. dubna 2004, Praha) – herec a humorista
- Libuše Havelková (11. května 1924, Č. Budějovice – 6. dubna 2017, Praha) – herečka
- Martin Hofmann (* 31. března 1978, Č. Budějovice) – herec
- Otto Hradecký 25. února 1920, Vinoř – 23. prosince 1990, Č. Budějovice – divadelní a filmový herec
- Barbora Hrzánová (* 22. dubna 1964, Č. Budějovice) – herečka, dcera herce Jiřího Hrzána
- Karel Charvát (14. srpna 1930, Č. Budějovice – 31. prosince 2003, Č. Budějovice) – herec
- Josef Kaňkovský (4. dubna 1913, Náchod – 6. července 1972, Č. Budějovice) – herec a režisér
- Eduard Kohout (6. března 1889, Č. Budějovice – 25. října 1976, Praha) – herec
- Jiří Laštovka (21. června 1978, Č. Budějovice – 7. února 2018, Praha) – divadelní a televizní herec
- Jiří Mádl (23. října 1986, Č. Budějovice) – herec a režisér
- Jiří Pomeje (13. prosince 1964, Č. Budějovice – 26. února 2019, Nová Ves pod Pleší) – herec a producent
- Karel Roden (10. srpna 1914, Okříšky – 26. srpna 1992, Č. Budějovice) – herec
- Karel Roden (* 18. května 1962, Č. Budějovice) – herec
- Zdenka Sulanová (18. února 1920, Č. Budějovice – 9. srpna 2004, Cerhonice) – herečka
- Jaroslav Sypal (* 29. srpna 1958, Č. Budějovice) – herec
- Oldřich Unger (13. ledna 1934, Č. Budějovice – 16. července 2015, Santa Ana, Kalifornie) – rozhlasový reportér, herec
- Pavel Vondruška (15. listopadu 1925, Č. Budějovice – 5. února 2011, Praha) – herec a dirigent
- Veronika Zemanová (* 14. dubna 1975, Č. Budějovice) – modelka a herečka

### Hudebníci
- Otakar Bradáč (10. listopadu 1874, Paceřice – 11. ledna 1924, Č. Budějovice) – hudební skladatel
- Otakar Jeremiáš (17. října 1892, Písek – 5. března 1962, Praha) – hudební skladatel a dirigent; v letech 1913 – 1928 působil na hudební škole v Českých Budějovicích
- Vojtěch Matyáš Jírovec (20. února 1763, Č. Budějovice – 19. března 1850, Vídeň) – hudební skladatel
- Rudolf Kende (14. února 1910, Č. Budějovice – 24. srpna 1958, Č. Budějovice) – hudební skladatel
- Vladimír Krček (2. května 1936, Čtyři Dvory – 12. února 2017, Č. Budějovice) – hudebník v oblasti folklóru, swingové a taneční hudby
- Miroslav Kubíček (10. října 1919, Č. Budějovice – 14. ledna 1955, Č. Budějovice) – hudební skladatel a dirigent, syn stavitele Antonína J. Kubíčka
- Vladimír Mencl (28. dubna 1926, Č. Budějovice – 14. února 2021, Praha) – klavírista, malíř, pedagog
- Bohumil Plánský (1932, Č. Budějovice – 5. února 2012, Krnov) – varhanář, varhaník, organolog
- František Zdeněk Skuherský (31. července 1830, Opočno – 19. srpna 1892, Č. Budějovice) – český hudební skladatel, pedagog a teoretik
- Jáchym Štěpanovský (18. říjen 1738, Č. Budějovice – 5. února 1801, Č. Budějovice) – regenschori v českobudějovické katedrále svatého Mikuláše, hudební skladatel a varhaník
- Pavel Šporcl (* 25. dubna 1973, Č. Budějovice) – houslista
- Jan Nepomuk Vocet (14. dubna 1777, Tetín – 28. ledna 1843, Č. Budějovice) – regenschori v katedrále svatého Mikuláše, hudební skladatel a varhaník
- Jaroslav Vodňanský (26. dubna 1936, Milevsko – 10. května 2025) – dirigent a zakladatel Jihočeské filharmonie

### Zpěváci
- Antonín Barcal (25. května 1847, Č. Budějovice – 24. června 1927, Šumperk) – český pěvec, režisér a pedagog
- Ema Destinnová (26. února 1878, Praha – 28. ledna 1930, Č. Budějovice) – zpěvačka, operní dramatický soprán
- Karel Fuk (6. března 1932, Jihlava – 14. října 2003, Č. Budějovice) – operní pěvec, tenor, sólista opery Jihočeského divadla
- Petr Kolář (* 20. června 1967, Č. Budějovice) – zpěvák
- Marta Kubišová (* 1. listopadu 1942, Č. Budějovice) – zpěvačka, signatářka Charty 77
- Marie Minářová-Štrosová (6. června 1896, Č. Budějovice – 11. května 1968, Praha) – česká operní pěvkyně (sopranistka)
- Stanislava Součková (27. listopadu 1923, Velim – 23. července 1997, Č. Budějovice) – zpěvačka, operní lyrický soprán
- Míla Spazierová-Hezká (1. září 1901, Č. Budějovice – 27. července 1953, Č. Budějovice) – zpěvačka, herečka
- Virginie Walterová (* 27. prosince 1954, Č. Budějovice) – zpěvačka, operní mezzosoprán a kontraalt

### Spisovatelé
- Marie Wagnerová rozená Černá (27. května 1887, Mníšek pod Brdy – 25. července 1934, Mníšek pod Brdy) – spisovatelka, působila pod pseudonymem F. Háj, vystudovala učitelský ústav v Č. Budějovicích
- Zdeňka Bezděková (19. dubna 1907, Č. Budějovice – 12. srpna 1999, Č. Budějovice) – spisovatelka, pedagožka
- Kateřina Bolechová (* 1966, Č. Budějovice) – spisovatelka, básnířka a výtvarnice
- Jan Cempírek (27. června 1970, Č. Budějovice) - spisovatel, novinář, fotograf, amatérský entomolog
- Norbert Frýd (21. dubna 1913, Č. Budějovice – 18. března 1976, Praha) – spisovatel
- Jiří Hájíček (* 11. září 1967, Č. Budějovice) – spisovatel
- Jan Mareš (* 22. říjen 1940, Soběslav) knihovník v Jihočeské vědecké knihovně, básník, nakladatelský pracovník, překladatel
- Věroslav Mertl (30. března 1929, Chrášťany – 20. května 2013, Č. Budějovice) – spisovatel, manžel sochařky Arany Mertlové
- Ladislav Mikeš Pařízek (19. listopadu 1907, Č. Budějovice – 28. března 1988, Praha) – český cestovatel a spisovatel
- Jan Štifter (17. července 1984, Č. Budějovice) - český novinář a spisovatel

### Básníci
- Jaromír Borecký (8. června 1869, Č. Budějovice – 8. května 1951, Praha) – básník, překladatel, hudební kritik, knihovník
- Jiří Černohlávek (16. března 1933, Žatec – 11. července 1994, Č. Budějovice) – básník
- Jiří Hanžl, přezdívka Havran (5. července 1951, Písek – 27. října 2014, Č. Budějovice) – básník
- Petr Skarlant (22. února 1939, Č. Budějovice – 13. května 2019, Praha) – básník, spisovatel, dramatik a překladatel
- Václav Šnajdr (26. září 1847, Č. Budějovice – 4. září 1920, Pasadena v USA) – česko-americký básník a novinář

### Výtvarníci
- Barbora Blahutová (* 1. květen 1941, Veselí nad Lužnicí) – výtvarnice, pedagožka, restaurátorka
- Joan Brehms (5. července 1907, Liepāja – 10. ledna 1995, Č. Budějovice) – divadelní architekt, scénograf a malíř, autor původní koncepce otáčivého hlediště v Českém Krumlově (1958)
- Alena Schelová  (Q95450948) (* 17. prosince 1946, Uherské Hradiště) – galeristka, výtvarnice, novinářka
- Zorka Soukupová (16. listopadu 1922, Berehovo – 15. března 1981, Č. Budějovice) – sochařka, etnografka, muzejnice, metodička a autorka odborných publikací
- Antonín Škoda (3. listopadu 1935, Soběslav – 14. května 2000, Veselí nad Lužnicí, nebo České Budějovice) – výtvarník, keramik a sochař
- Jaroslava Žátková (24. dubna 1935, Brno – 13. září 2020, Č. Budějovice) – scénografka, loutkářská a textilní výtvarnice

#### Fotografové
- Milan Binder (* 7. září 1964, Č. Budějovice) – fotograf Českých Budějovic, vydavatel
- Bohumila Bloudilová (19. března 1876, České Vrbné – 11. srpna 1946, Kolín) – portrétní fotografka, sestřenice Josefa Sudka
- Čeněk Hrbek (8. května 1837, Praha – 1902, Plzeň) – fotograf, ve městě působil v letech 1863 a cca 1872–1876
- Robert Lenk  (Q105779605) (22. února 1872, Křimov – 16. února 1937, Č. Budějovice) – fotograf
- Jan Lukas (5. srpna 1915, Č. Budějovice – 28. srpna 2006, New York) – fotograf
- Petr Moravec (* 22. března 1974, Č. Budějovice) – fotograf, krajinář
- Adolf Pech (20. června 1839, Praha – 27. června 1901, Č. Budějovice) – fotograf
- Jan Příbramský (11. května 1859, Horažďovice – 27. února 1915, Tábor) – fotograf, hospodský, ve městě působil cca 1888–1903
- Jan Gustav Richter (před 1840, Drážďany – po 1875) – první fotograf provozující ateliér v Českých Budějovicích
- Jan Nepomuk Ritter  (Q125548546) – fotograf působící ve městě v letech 1877 až 1893
- Johann Rundensteiner (23. ledna 1851, Č. Budějovice – 19. srpna 1926, Č. Budějovice) – portrétní a dokumentární fotograf
- Alexander Seik (16. září 1824, Mirotice – 2. října 1905, Tábor) – jeden z předních tvůrců chromofotografie, ve městě si v roce 1859 v hostinci U Zelené ratolesti zřídil dočasný fotoateliér
- Otta Sepp ( 7. července 1912, Suché Vrbné – 10. ledna 2011, České Budějovice) – fotograf, fotožurnalista
- Růžena Švecová (3. března 1941, Č. Budějovice – 18. března 2018, Č. Budějovice) – fotografka českobudějovických památek a Izraele, pedagožka
- Václav Vlasák (26. září 1880, Příbram – 27. duben 1955, Č. Budějovice) – portrétní fotograf
- Antonín Wildt (13. června 1875, Č. Budějovice – po 1939) – fotograf
- Josef Woldan (21. listopadu 1834, Písek – 17. května 1891, Č. Budějovice) – portrétní a dokumentární fotograf, krajinář
- Jan Wolf  (Q108923228) (1841 – 7. ledna 1875, Praha)

#### Malíři, ilustrátoři, grafici
- Václav Boukal (18. června 1922, Vlachovo Březí – 13. října 2007, Č. Budějovice) – knižní ilustrátor a grafik
- Roman Brichcín (* 28. říjen 1958, Plzeň) – malíř
- Jan Bulíř (2. dubna 1904, Dubnice – 17. června 1986, Č. Budějovice) – malíř, grafik, středoškolský profesor, mykolog
- Miloslav Cicvárek (1. října 1927, Písek – 15. července 2007, Č. Budějovice) – malíř a sochař
- Bartoloměj Čurn (14. srpna 1824, Záboří – 17. února 1905, Č. Budějovice) – malíř, fotograf
- František Bohumil Doubek (20. března 1865, Č. Budějovice – 26. října 1952, Nový Jičín) – malíř a ilustrátor
- Václav Johanus (6. červenec 1947, Č. Budějovice – 23. únor 2024, Č. Budějovice) – grafik, kreslíř a autor kresleného humoru
- Hynek Kott (10. ledna 1878, Č. Budějovice – 10. ledna 1926, Praha) – malíř, fotograf a propagátor sportu
- František B. Kouba (18. října 1906, Č. Budějovice – 17. července 1938, Praha) – malíř, grafik, ilustrátor a sportovec
- Jaroslav Kerles (3. listopadu 1939, Praha – 8. března 2014, Č. Budějovice) – kreslíř a autor kresleného humoru
- Roman Kubička (25. prosince 1947, Volyně – 16. června 2020, Č. Budějovice) – akademický malíř, grafik, ilustrátor, autor knih o výtvarné technice a pedagog
- Bořivoj Lauda (2. srpna 1922, Jindřichův Hradec – 7. prosince 2017, Č. Budějovice) – grafik, scénograf, kostýmní výtvarník a ředitel Alšovy jihočeské galerie
- Florián Maschek (3. května 1835, Český Krumlov – 12. května 1922, Praha) – akademický malíř, kaligraf, portrétní fotograf a pedagog, v Č. Budějovicích působil nejpozději od roku 1858
- Igor Müller (17. listopadu 1967, Č. Budějovice – 30. prosinec 2014, Kamenný Újezd) malíř a grafik.
- Jiří Müller (6. dubna 1934, Kamenný Újezd – 3. října 2014, Č. Budějovice) malíř, grafik, ilustrátor
- Ada Novák (12. února 1912, Č. Budějovice – 26. prosince 1990, Č. Budějovice) – grafik, malíř, fotograf
- Otto Pilny (28. června 1866, Č. Budějovice – 22. července 1936, Curych) – malíř orientálních scén
- Jaroslav Platil (* 18. května 1962, Praha) – malíř a typograf
- Ladislav Lazar Pomíjel (24. dubna 1901, Hluboká nad Vltavou – 7. září 1945, Praha) – malíř a ilustrátor, v mládí působil v Č. Budějovicích
- Eva Prokopcová (* 9. února 1948, Č. Budějovice) - akademická malířka a ilustrátorka
- Jiří Ptáček (* 29. března 1949, Praha) - akademický malíř a pedagog
- Vlastimil Rada (5. dubna 1895, Č. Budějovice – 22. prosince 1962, Praha) – krajinář, ilustrátor, prozaik
- Jan Rafael Schuster (24. října 1888, Březnice – 28. ledna 1981, Č. Budějovice) – výtvarník (především malíř a grafik), pedagog
- Karel Štěch (31. října 1908, Č. Budějovice – 29. července 1982, Č. Budějovice) – malíř, ilustrátor a grafik
- Jiří Tichý (10. září 1924, České Velenice – 24. března 2013, Č. Budějovice) – textilní výtvarník, grafik a malíř
- Adolf Träger (22. ledna 1888, Č. Budějovice – 26. ledna 1965, Č. Budějovice) – akademický malíř
- Vladimír Stříbrný (7. října 1905, Č. Budějovice – 19. června 1970, Praha) – akademický malíř
- Rudolf Vácha (19. června 1860, Hluboká nad Vltavou – 10. února 1939, Praha) – akademický malíř, vystudoval reálku v Č. Budějovicích
- Eva Výborná (* 7. listopadu 1965, Český Krumlov) – akademická malířka, umělecká fotografka, kreslířka a grafička

#### Sochaři a kameníci
- Jaroslav Benda (19. února 1913, Sušice – 2. července 1942, Tábor) – sochař, kameník a protinacistický odbojář
- Josef Dietrich (1677, Trhové Sviny – 2. květen 1753, Č. Budějovice) – barokní sochař
- Milan Doubrava (21. listopadu 1946, Č. Budějovice – 1. září 2017, Prachatice) – sochař a příležitostný malíř
- Josef Matyáš Griessler  (Q112074582) – barokní sochař
- Kristián Horn  (Q105779259) († 1720, Č. Budějovice) – kameník
- Zachariáš Horn  (Q105779405) (1679 – 1738) – kameník, bratr Kristiána
- Leopold Hueber (1702 – 1. října 1800, Č. Budějovice) – barokní sochař, žák Josefa Dietricha
- Richard Kristinus (30. března 1865, Český Těšín – 22. března 1926, Č. Budějovice) – sochař, řezbář, kreslíř, později ředitel Jihočeského muzea
- Arana Mertlová (20. února 1938, Opava – 25. listopadu 2009, Č. Budějovice) – sochařka, výtvarnice, manželka Věroslava Mertla
- Josef Pabl (1662, Švábsko – 28. března 1710) – sochař působící v Českém Krumlově a koncem života Českých Budějovicích, předchůdce Josefa Dietricha
- Karl Pischelt  (Q105502752) (23. března 1834 – 26. srpna 1899) – sochař a kameník, syn Ferdinanda Pischelta
- Tomáš Proll (6. března 1951, Č. Budějovice – 9. září 2017, Č. Budějovice) – sochař, keramik
- Josef Václav Schwarz (19. června 1908, Č. Budějovice – 7. březen 1988, Praha) – sochař
- Michal Trpák (* 6. února 1982, Č. Budějovice) – sochař a pořadatel výstavy Umění ve městě

## Žurnalisté
- Radek Gális (* 1968, Tábor) – novinář, spisovatel a fotograf
- Hana Hosnedlová (* 22. června 1947, Č. Budějovice) – novinářka, spisovatelka, trampka
- Vladimír Karfík (* 1. října 1931) – literární kritik a historik
- Marek Kerles (* 21. března 1965, Č. Budějovice) – spisovatel a novinář, syn ilustrátora a karikaturisty Jaroslava Kerlese
- Jan Karel Mayer (11. září 1875, Č. Budějovice – 23. června 1910, Č. Budějovice) – redaktor
- Ludvík Mühlstein (16. června 1932, Č. Budějovice – 21. srpna 2019, Č. Budějovice) – rozhlasový redaktor, dramaturg a moderátor, ornitolog, spisovatel
- Jan Rejžek (* 21. června 1954, Č. Budějovice) – hudební kritik, publicista a básník
- Jaromír Schel (30. ledna 1940, Kněžice – 10. července 2020, České Budějovice) – kulturní pracovník, manažer, publicista a galerista
- Daniel Stach (* 2. dubna 1988, Č. Budějovice) – moderátor

## Architekti
- František Baugut (březen 1668, Stráž pod Ralskem – 16. února 1726, Jihlava) – jezuita, sochař, architekt a stavitel vodních staveb, v Č. Budějovicích působil 1720-1723
- Libor Erban (1944, Č. Budějovice – 2002, Dobrá Voda u Českých Budějovic) – architekt, grafik a scénograf, syn Karla Erbana.
- Jaroslav Fidra (7. července 1909, Nový Dvůr – 22. února 1982), Č. Budějovice – český architekt a stavební inženýr
- Ivana Hanzlíková (* 24. července 1954) – česká architektka a urbanistka, dcera prof. Vladimíra Průši
- Karel Chochola (30. září 1893, Plzeň – 3. června 1942, Tábor) – český architekt, působící v Č. Budějovicích, popravený nacisty
- Martin Krupauer (18. února 1960, Praha) – architekt a urbanista působící v Č. Budějovicích
- Otto Kubík (16. prosince 1919, Č. Budějovice – 2. února 2002, Č. Budějovice) – architekt
- Giacomo Antonio de Maggi (snad 1651, Bruzella  (Q639028), Švýcarsko – 25. června 1706, Č. Budějovice) – italský barokní architekt a stavitel, který většinu života působil ve službách Schwarzenbergů
- Vojtěch Storm (12. března 1937, Praha – 22. června 2019, Č. Budějovice) – architekt
- Jiří Střítecký (14. března 1954, Třebíč – 28. listopadu 2012, Brno) – architekt, urbanista, pedagog, grafik a malíř, 1980–1989 působil v Č. Budějovicích
- Jaroslav Škarda (17. března 1923, Č. Budějovice – 13. srpna 1993, Č. Budějovice) – architekt, historik architektury, urbanista a malíř

## Lékaři
- Karel Fleischmann (22. února 1897, Klatovy – 24. října 1944, Osvětim) – lékař, spisovatel, kreslíř a grafik, spoluzakladatel českobudějovického avantgardního uměleckého sdružení Linie
- Emil Flusser (4. května 1888, Křivoklát – 28. dubna 1942, mezi koncentračním táborem Terezín a ghettem Zamość) – lékař a mírový aktivista, oběť holokaustu
- Karl Haas (21. října 1815, Č. Budějovice – 1. srpna 1872, Č. Budějovice) – lékař, zakladatel sanatoria, dnešní polikliniky Sever
- Jaromír Pečírka (19. dubna 1864, Praha – 13. března 1933, Teplice – vojenský lékař, generál rakousko-uherské i československé armády, v Č. Budějovicích působil jako plukovní lékař a věnoval se zde entomologii
- Jindřich Říha (24. srpna 1874, Cerhenice – 1. února 1952, Heidenheim an der Brenz) – lékař, gynekolog a zakladatel sanatoria v Č. Budějovicích
- Svatomír Tůma (22. dubna 1870, Havlíčkův Brod – 17. března 1911, Č. Budějovice) – praktický lékař, osvětový pracovník, člen zastupitelstva města

## Vědci, inženýři a vynálezci

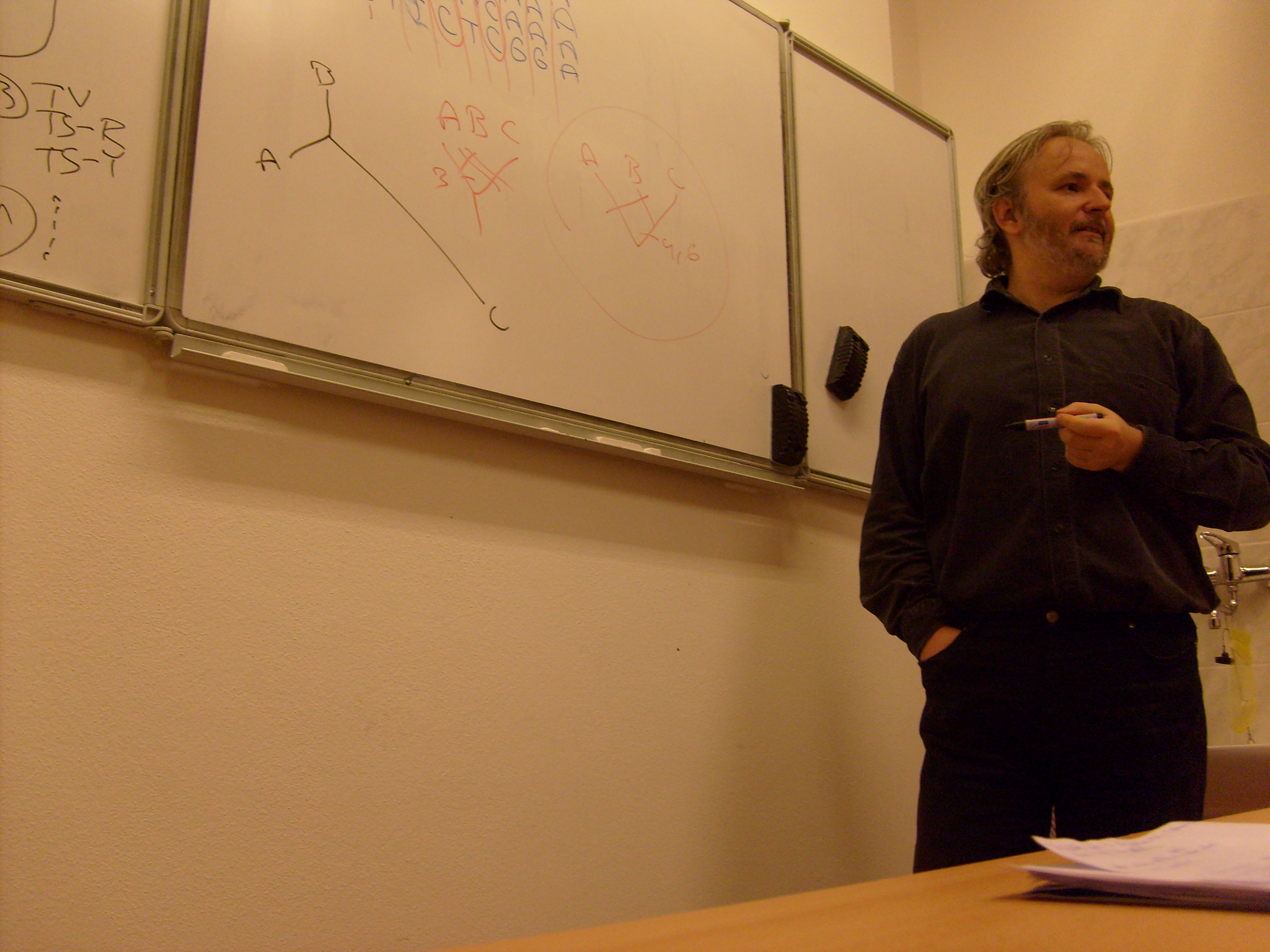
Evoluční biolog Jan Zrzavý přednáší o fylogenetice

- Hynek Vilém Burian (14. února 1851, Mladá Vožice – 15. března 1908, Nový Bydžov) – pomolog, pedagog, ředitel české rolnické školy v Č. Budějovicích, autor přednášek s hospodářskou a rolnickou tematikou
- Vladimír Denkstein (3. února 1906, Dobřany – 16. února 1993, Praha) – historik umění, později ředitel Národního muzea, který v letech 1932–1940 pracoval v Jihočeském muzeu; regionu se věnoval i později, např. 1953 v díle Jihočeská gotika
- Václav Fabri (asi 1456, Č. Budějovice – 3. listopadu 1518, Č. Budějovice) – matematik, astronom, lékař a místní farář, v letech 1475 až 1498 působil na Lipské univerzitě
- Stanislav Chábera (7. října 1920, Tři Dvory u Kolína – 12. října 2002, Č. Budějovice) – geolog, pedagog
- Pavel Kalač (* 24. června 1943, Nový Knín) – potravinářský chemik
- František Kautman (8. ledna 1927, Č. Budějovice – 18. června 2016, Praha) – literární historik a spisovatel
- Vlastimil Kolda (18. července 1959, Č. Budějovice) – historik, archivář v OA Třeboň a v Českých Budějovicích
- Jiří Komárek (* 28. května 1931, Brno) – algolog
- Hana Konečná (* 1961) – psycholožka, bioetička a vysokoškolská pedagožka na Jihočeské univerzitě
- Daniel Kovář (* 11. července 1975, Č. Budějovice) je jihočeský archivář, regionální historik a spisovatel.
- Julius Lukeš (* 14. května 1963, Č. Budějovice) – parazitolog, vysokoškolský pedagog a popularizátor vědy
- Jan Oswald (30. ledna 1890, Hluboká nad Vltavou – 31. ledna 1970, Č. Budějovice) – mineralog, geolog, středoškolský pedagog a pracovník Jihočeského muzea
- Karel Pletzer (7. června 1922, Č. Budějovice – 12. července 2002, Č. Budějovice) – historik, muzejník a bibliograf
- František Sehnal (11. červen 1938, Olomučany – 26. listopadu 2021) – entomolog, ředitel Entomologického ústavu AV ČR a čestný člen The Entomological Society of America
- Jan Schinko  (Q93378024) (* 9. února 1943) – publicista, výtvarník, amatérský historik, kronikář Českých Budějovic
- Radomír Socha  (Q88848338) (* 1946, Krnov) – entomolog, pracovník Akademie věd, zabývá se též mykologií
- Petr Švácha  (Q11815966) (* 1957) – entomolog
- Jana Tichá (6. května 1965, Č. Budějovice) česká astronomka, objevitelka planetek, ředitelka Hvězdárny v Č. Budějovicích
- Miloš Tichý (17. prosince 1966, Počátky) český astronom, objevitel planetek, Hvězdárna a planetárium Č. Budějovice
- Zdeněk Veselovský (26. srpna 1928, Jaroměř – 24. listopadu 2006, Praha) – zoolog a etolog, externí přednášející JU
- Josef Vlasák  (Q21611821) (* 1948) – molekulární biolog, mykolog, pracovník Akademie věd, vysokoškolský pedagog
- Jan Nepomuk Woldřich (15. června 1834, Zdíkov – 3. února 1906, Královské Vinohrady) – geolog, paleontolog, amatérský archeolog, studoval v Budějovicích, kde prováděl i archeologické průzkumy
- Josef Wunderlich (6. října 1728, Karlovy Vary – 1. března 1793, Č. Budějovice) – vynálezce řádkového secího stroje
- Jan Zrzavý (* 20. listopadu 1964, Praha) – popularizátor evoluční biologie

Poznámka:
Budějovice se na konci 20. století staly významným centrem výzkumu v České republice, neboť sem byla přesunuta biologická pracoviště Akademie věd ČR. Ta spolu s už dříve zde působícím výzkumem v oblasti potravinářství a zemědělství učinila město velmocí v oblasti biologického, chemického a zemědělského bádání. Na zdejších vědeckých pracovištích a později i Jihočeské univerzitě působí řada věhlasných vědců.

## Letci, piloti, kosmonauti
- Antonín Ježek (29. srpen 1896, Mikulášov – 18. listopad 1923, Čtyři Dvory) – letec, akrobat a parašutista, zahynul při seskoku, pomník poblíž místa pádu
- Petr Jirmus (* 26. prosince 1957, Č. Budějovice) – dvojnásobný mistr světa a Evropy v letecké akrobacii, Sportovec roku
- Jiří Maňák (16. prosince 1916, Č. Budějovice – 29. prosince 1992, Praha) – čs. letec v RAF u 601., 81., 611., 182. a 198. perutě, 29. 8. 1943 sestřelen protiletadlovým dělostřelectvem, zajat, je jeden ze tří československých letců v RAF, které Britové pověřili velením britské perutě (198. peruť)
- Vladimír Remek (* 26. září 1948, Č. Budějovice) – kosmonaut
- Martin Stáhalík (4. června 1962, Č. Budějovice – 9. března 2001, Heeten) – akrobatický pilot světové extratřídy

## Vojáci
- František Bürger–Bartoš (25. listopadu 1898, Čertyně – 15. října 1964, Praha) – československý generál, náčelník štábu 5. pěší divize v Č. Budějovicích, náčelník štábu Vojenského velitelství Velké Prahy Bartoš v Pražském květnovém povstání roku 1945, v Č. Budějovicích chodil do gymnázia
- Stanislav Čeček (13. listopadu 1886, Líšno – 29. května 1930, Č. Budějovice) – československý generál, jeden z nejvýznamnějších představitelů Československých legií v Rusku
- Jaroslav Černík (6. prosince 1894, Lhota pod Libčany – 26. prosince 1971) – československý legionář, důstojník československé armády
- Mikuláš Doležal (6. prosince 1889, Vlásenice – 1. října 1941, Praha) – československý legionář, generál, člen ústředního velení Obrany národa
- Ludvík Albert Engel (14. srpna 1912, Č. Budějovice – 29. ledna 1948, Važec) – podplukovník pěchoty in memoriam, náčelník 2. odd. štábu 1.československého armádního sboru
- Oskar Freund  (Q110369447) (10. září 1882, Č. Budějovice – ?) – důstojník (kapitán) židovského původu, zasadil se o záchranu zvonu Bumerin před rekvizicí za první světové války
- Karel Holas (22. srpna 1913, Č. Budějovice – prosinec 1944) – velitel četnické jednotky 1. taktické skupiny 1. československé armády na Slovensku
- Miroslav Chlajn (1. března 1904, Beroun – 18. února 1943, Osvětim) – důstojník československé armády, v Č. Budějovicích působil jako štábní kapitán, odbojář popravený nacisty
- Jan Jiřička (19. května 1903, Rožnov – 12. září 1942, Berlín) – důstojník československé armády, odbojář popravený nacisty
- Karel Klapálek (26. května 1893, Nové Město nad Metují – 18. listopadu 1984, Praha) – generál československé armády, odbojář, v letech 1937 – 1940 žil a působil v Českých Budějovicích
- Čeněk Kudláček (19. července 1896, Č. Budějovice – 13. února 1967, Syracuse, New York, USA) – československý generál, legionář, protinacistický a protikomunistický odbojář
- Karel Kutlvašr (27. ledna 1895, Michalovice – 2. října 1961, Praha) – československý legionář, velitel pěšího pluku 1 v Č. Budějovicích, generál, který velel Pražskému povstání
- Josef Mašín (26. srpna 1896, Lošany – 30. června 1942, Praha) byl legionář, důstojník a člen protinacistického odboje, ve městě působil 1923 – 1927 u dělostřeleckého útvaru
- Quido Matoušek (4. ledna 1888, Klatovy – 12. ledna 1951, Praha – československý legionář, důstojník československé armády, velitel praporu Stráže obrany státu v Českých Budějovicích
- Josef Prokeš (11. března 1894, Kaliště – 26. května 1944, věznice Pankrác) – legionář, odbojář a ředitel Grand Bio
- Jan Rambousek (12. května 1867, Třeboň – 1. prosince 1945, Č. Budějovice) – český esperantista, plukovník rakousko–uherské armády a generál dělostřelectva československé armády
- Vinzenz Sagner (13. března 1884, Zámrsk – 22. června 1927, Praha Bohnice) – od 11. listopadu 1918 do konce ledna 1919 byl velitelem českobudějovického 91. pěšího pluku; koncem roku 1918 řídil vojenské akce proti separatistickým snahám v jihočeském pohraničí
- František Vávra (16. listopadu 1889, Straňany – 1. října 1980, Nedabyle) – československý legionář, vojenský velitel v povstání českého lidu v roce 1945
- Václav Volf (17. ledna 1893, Máslojedy – 24. listopadu 1942, Berlín) – generál československé armády, odbojář popravený nacisty
- Antonín Zeman (3. června 1891, Stříbřec – 1. prosince 1956, Č. Budějovice) – československý legionář, československý vojenský velitel za 2. světové války

## Politici

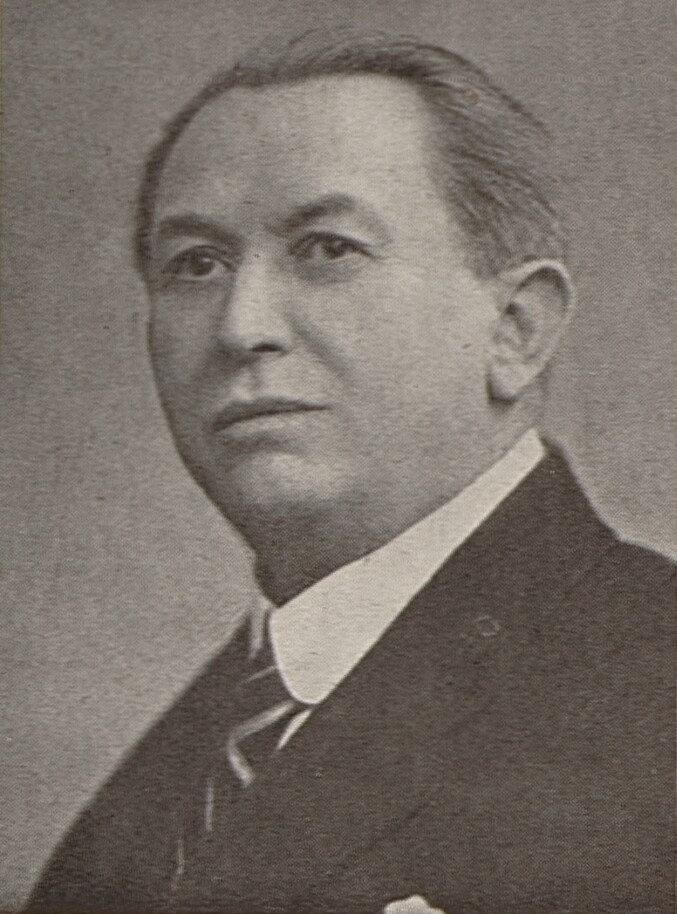
Bedřich Král, prvorepublikový starosta města

- Vlasta Bohdalová (* 18. září 1957, Humpolec) – politička, 2004–2016 zastupitelka Jihočeského kraje, 1998–2006 náměstkyně primátora Č. Budějovic
- Rudolf Bureš (14. března 1906, Trhové Sviny – 1980, Praha) – lékař, vysokoškolský pedagog, příslušník druhého odboje, politik, poválečný starosta Českých Budějovic
- Eduard Claudi (26. září 1810, Č. Budějovice – 27. září 1884, Poříčí) – starosta Českých Budějovic, poslanec Českého zemského sněmu a Říšské rady
- Albín Dlouhý (1. března 1884, Č. Budějovice – 1958) – politik, advokát, starosta Č. Budějovic
- Mikuláš Ferjenčík (* 19. března 1987, Č. Budějovice) – politický aktivista, místopředseda Pirátské strany
- Václav Havel (5. října 1936, Praha – 18. prosince 2011, Hrádeček) – kritik komunistického režimu, československý prezident a první prezident České republiky. V Českých Budějovicích vykonával v letech 1957 až 1959 vojenskou základní službu
- Leopold Hofman (15. listopadu 1913, Č. Budějovice - 18. ledna 1990, Č. Budějovice) – odbojář, poválečný pracovník bezpečnostních složek komunistického režimu, politik, signatář Charty 77
- Vojtěch Holanský (20. září 1859, Č. Budějovice – 26. května 1931, Č. Budějovice – politik a podnikatel, poslanec Českého zemského sněmu a Říšské rady
- František Josef Klavík (30. září 1798, Tábor – 19. března 1878, Č. Budějovice) – starosta Českých Budějovic, poslanec Českého zemského sněmu.
- Bedřich Král (16. dubna 1870, Rychnov nad Kněžnou – 28. srpna 1938, Č. Budějovice) – politik, advokát, starosta města
- Martin Kuba (* 1973, Č. Budějovice) – politik ODS, krajský hejtman
- Alois Kříž (13. března 1881, Doubravany – 13. března 1945, Terezín) – meziválečný poslanec a senátor Národního shromáždění, od roku 1911 působící ve městě jako redaktor novin Jihočech
- Miroslav Leština (* 25. ledna 1964) – politik ODA
- Bohumír Lomský (22. dubna 1914, Č. Budějovice – 18. června 1982, Praha) – politik, důstojník, odbojář a ministr národní obrany Československa
- Alois Neuman (12. března 1901, Smidary – 27. července 1977, Praha) – starosta Českých Budějovic, za nacistické okupace byl vězněn v koncentračním táboře Buchenwald, potom předseda MNV České Budějovice, politik, ministr
- Václav Pablásko (18. srpna 1849, Č. Budějovice – 25. března 1921, Praha) – okresní hejtman v Benešově, Semilech a Rakovníku, místodržitelský rada a mecenáš.
- Josef Plojhar ((2. března 1902, Č. Budějovice – 5. listopadu 1981, Praha) – kněz a politický vězeň v koncentračních táborech; po válce jako lidovecký politik kolaboroval s KSČ; dlouholetý ministr zdravotnictví
- Ondřej Puklice ze Vztuh (~1410, Č. Budějovice – 21. května 1467, Č. Budějovice) – první český purkmistr města, zavražděn budějovickými Němci za podpory katolické církve
- Miloslav Rozner (* 29. března 1977, Č. Budějovice) – politik SPD, poslanec parlamentu České republiky a manažer hudební skupiny Argema
- Franz Schuselka (15. srpna 1811, Č. Budějovice – 1. září 1886, Heiligenkreuz) – politik, poslanec
- Juraj Thoma (* 19. února 1969, Nitra) – politik, primátor Českých Budějovic, archeolog
- Adam Vojtěch (* 2. října 1986, Č. Budějovice) – politik, právník, umělec
- Franz Vollgruber (11. února 1847, Č. Budějovice – 14. dubna 1917, Č. Budějovice) – pedagog a politik německé národnosti, poslanec Českého zemského sněmu.
- Marie Vydrová (11. ledna 1851, Dolní Bukovsko – 1. listopadu 1946, Nové Hodějovice) – senátorka Národního shromáždění za KSČ
- Adalbert Wunderlich (1791, Č. Budějovice – 14. června 1858, . Budějovice) – politik, obchodník, starosta Č. Budějovic.
- Adalbert Wunderlich mladší (19. dubna 1842, Č. Budějovice – 12. dubna 1901, Č. Budějovice) – rakouský politik německé národnosti, poslanec Českého zemského sněmu
- August Zátka (27. července 1847, Č. Budějovice – 31. ledna 1935, Č. Budějovice) – advokát a vůdce budějovických Čechů
- Hynek Zátka (8. července 1808, Velešín – 26. března 1886, Č. Budějovice) – podnikatel a politik

## Právníci
- Antonín Mokrý (* 12. října 1928, Č. Budějovice) – předseda nejvyššího soudu, předseda vrchního soudu
- Maxmilián Mencl (19. červen 1888, Č. Budějovice – 8. leden 1945, Malá pevnost Terezín) – vrchní právní rada, odbojář popravený nacisty

## Průmyslníci a podnikatelé

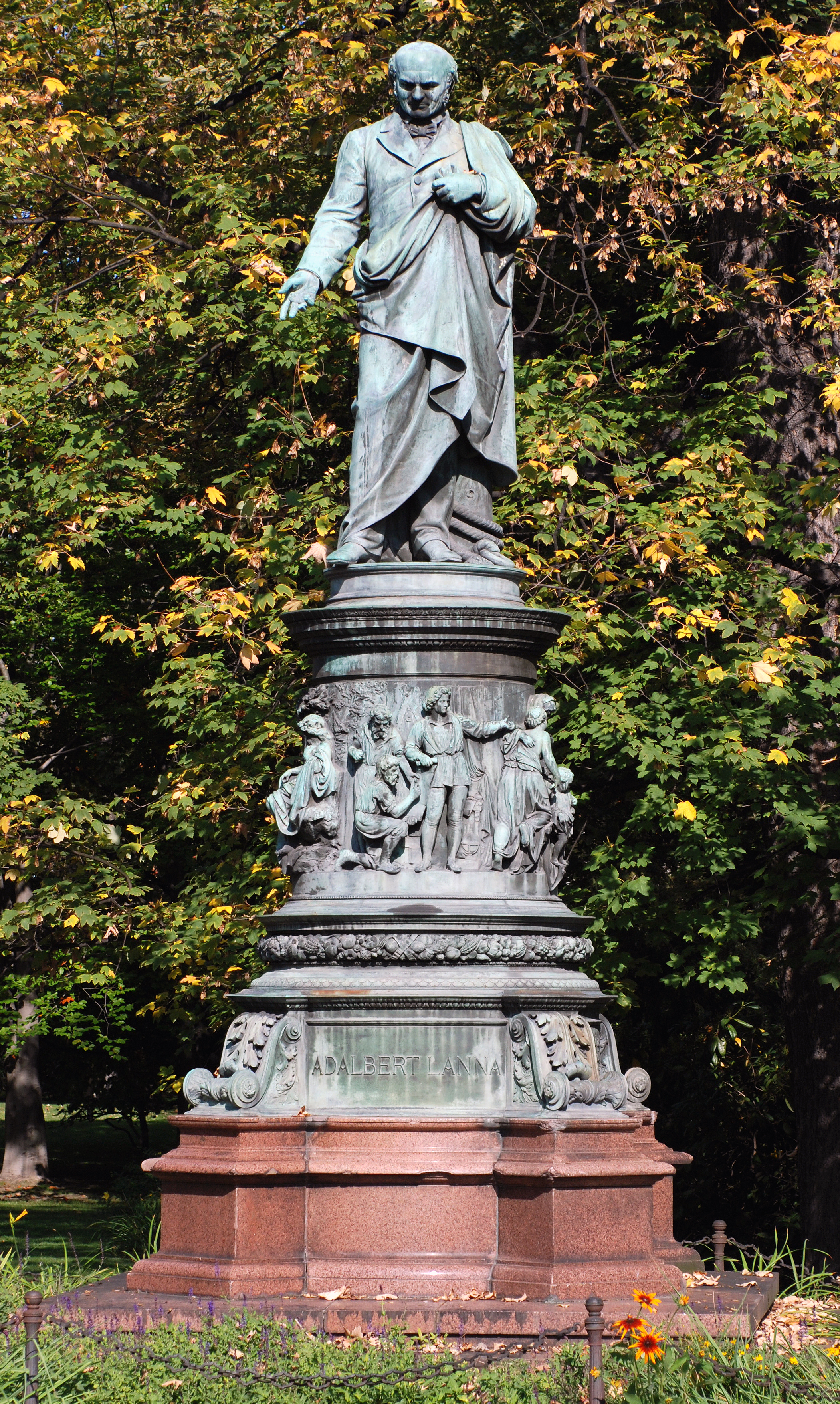
Socha Vojtěcha Lanny Na Sadech poblíž ústí Lannovy třídy

- Ladislav Faktor (9. dubna 1957, Č. Budějovice) – podnikatel, právník, hudebník a senátor
- Carl Hardtmuth (11. března 1804, Vídeň – 19. září 1881, Grünau im Almtal) – podnikatel a politik, ředitel českobudějovické firmy Koh-i-noor Hardtmuth, v 60. letech 19. století poslanec Českého zemského sněmu.
- Vojtěch Lanna starší (23. dubna 1805, Čtyři Dvory – 15. ledna 1866, Praha) – loďmistr, podnikatel, průmyslník
- Vojtěch Lanna mladší (23. května 1836, Čtyři Dvory – 31. prosince 1909, Merano) – průmyslník, podnikatel, sběratel umění
- Antonín Veith (3. ledna 1793, Č. Budějovice – 19. prosince 1853, Liběchov) – český mecenáš, majitel panství Liběchov, jeden ze zakladatelů českého cukrovarnictví
- Ferdinand Zátka (15. ledna 1845, Č. Budějovice – 27. února 1901, italské Nizze (dnes Nice, Francie) – průmyslník a podnikatel

### Stavitelé
- Antonín J. Kubíček  (Q117933495) (13. června 1883, Bavorov – 7. prosince 1973, Č. Budějovice) – stavitel, otec hudebníka Miroslava Kubíčka
- František Petráš (20. září 1885, Zubčice – 4. dubna 1976, Český Krumlov) – stavitel, v letech 1920–1946 v Č. Budějovicích provozoval společnost Bratři Petrášové
- Josef Pfeffermann (12. březen 1869, Praha – 24. květen 1938, Starý Smokovec) – stavitel, v Č. Budějovicích působil 1898 – 1912
- Augustin Teverný (6. srpna 1882, Pelhřimov – 21. září 1944, Č. Budějovice) – stavitel

## Umělečtí řemeslníci
- Valentin Arnold (16. století – 15. října 1625, Č. Budějovice) – zvonař, lijec děl a čerpadel přišedší roku 1606 z Hesenska
- Vojtěch Arnold (? – ≥1639) – zvonař, syn Valentina
- Paul Georg Haag  (Q106411632) (16xx – 1702, Č. Budějovice) – zvonař působící v Českých Budějovicích v letech 1669 – 1702
- Josef Xaver Haag  (Q118792712) (? – ≥1717) – zvonař působící v Českých Budějovicích, syn Paula Georga
- Jiří Václav Kohler  (Q109080619) (~1690 – 12. březen 1754, Č. Budějovice) – zvonař působící v Českých Budějovicích v letech 1723 – 1754
- Sylvius Kreutz (1671? – 8. července 1754) – zvonař a výrobce čerpadel opakovaně působící v Českých Budějovicích
- Antonín Pogl  (Q110489382) (~1727, Znojmo – 9. duben 1772, Č. Budějovice) – zvonař působící v Českých Budějovicích od roku 1752
- Johann Friedrich Kaspar Reiss (14. dubna 1789, Hannover – 10. prosince 1853, Č. Budějovice) – stavitel klavírů
- Jáchym Rudner  (Q124385642) (~1520, Č. Budějovice – <1600) – měšťan a varhanář, dokončil varhany v katedrále svatého Víta, s 71 rejstříky a čtyřmi manuály největší varhanní stroj na světě
- František Šurát  (Q130469027) (1869 – ≥1947) – varhanář, stavitel harmonií, působící ve městě od roku 1900, činnost ukončil po 2. světové válce
- Šimon Urndorfer  (Q109081579) (17. století) – zvonař působící v Českých Budějovicích v letech 1650 – 1658
- Thomas Zeissel – štukatér, autor štukovaných soch

## Úředníci
- Šimon Plachý mladší z Třebnice – (16. století – 31. ledna 1611, Č. Budějovice) – městský písař
- Zdeněk Tůma (* 19. října 1960, Č. Budějovice) – guvernér ČNB

## Ostatní
- Jolanda, vlastním jménem Věra Nemethová (29. března 1964, Č. Budějovice – 17. ledna 2020, Děčín), kartářka a věštkyně
- Ludolf Emil Hansen (17. listopadu 1813, Lipsko – 15. června 1875, Č. Budějovice) – českobudějovický knihkupec a nakladatel
- Harry Kende (24. březen 1927, Č. Budějovice – 8. březen 1945, Flossenbürg) – student, oběť holokaustu
- Marie Lávičková (15. července 1968, Chlum u Křemže – 8. března 2024, Č. Budějovice) – známá také jako Máňa, bezdomovkyně a recidivistka, hvězda dvou dokumentů Olgy Sommerové
- Jitka Nováčková (* 28. dubna 1992, Č. Budějovice) – modelka, vítězka soutěže Česká Miss 2011
- Thomas Schwab  (Q105763516) (12. ledna 1836, Č. Budějovice – 4. prosince 1914, Č. Budějovice) – hostinský, čalouník a veterán, zakladatel a majitel hostince Švábův hrádek
- Blažena Strachotová (* 9. února 1917, Slavičín) – od roku 2024 nejstarší žijící osoba v České republice
- Josef Tolar (* 30. srpna 1942, Počátky) – český sládek